# شوتا آرولادزه
شوتا آروِلادزه (گرجی: შოთა არველაძე؛ زادهٔ ۲۲ فوریهٔ ۱۹۷۳) بازیکن فوتبال اهل گرجستان است.

## باشگاهی
از باشگاه‌هایی که در آن بازی کرده‌است می‌توان به آژاکس آمستردام، آزد آلکمار، ترابوزان‌اسپور، باشگاه فوتبال دینامو تفلیس، باشگاه فوتبال رنجرز، باشگاه فوتبال لوانته، تیم ملی فوتبال گرجستان، و باشگاه فوتبال دینامو تفلیس اشاره کرد.

## تیم ملی
وی همچنین در تیم ملی فوتبال گرجستان بازی کرده‌است.